# Школа № 1799
Государственное бюджетное общеобразовательное учреждение города Москвы «Школа № 1799» — одна из старейших общеобразовательных школ Москвы.

## Общие сведения
Школа № 19 с 1961 года — специальная школа с преподаванием ряда предметов на английском языке. Углублённое изучение английского языка начинается с 1 класса. В профильных классах на английском языке изучаются английская и американская литература, технический перевод и деловой английский. Начиная с 5 класса в школе изучается французский или немецкий язык как второй иностранный.
На базе школы открыта городская экспериментальная площадка «Новые педагогические технологии». В настоящее время педагогический коллектив школы работает на созданием программ интегрированного обучения совместно со «Школой педагогического мастерства» Г. А. Китайгородской.
В 2002 году в школе был создан Совет попечителей, спонсирующий создание новых программ, научно-исследовательскую работу учителей и учебно-исследовательскую работу учащихся.
В школе создан клуб для родителей «Снова в школу», проводящий лекции, дни открытых уроков, тематические собрания для родителей. В работе клуба принимают участие Ш. А. Амонашвили, Г. А. Китайгородская, Р. С. Немов.
Как элементы дополнительного образования в школе существуют театр, поэтическое объединение «Лира», музыкальная студия, изостудия, фольклорный ансамбль, студия бального танца, компьютерный клуб, клуб путешественников, спортивные секции по футболу и каратэ. Согласно официальному рейтингу лучших школ Москвы, составленному в ноябре 2011 года по результатам образовательной деятельности, школа № 19 заняла 158 место.

#### Учителя
В школе работают 62 учителя, в том числе 21 специалист высшей педагогической квалификации, 13 учителей I квалификационной категории, 3 учителя с учёной степенью, 2 Заслуженных учителя Российской Федерации, 11 Отличников народного просвещения.
Некоторые учителя совмещают педагогическую деятельность с научно-исследовательской работой на кафедрах вузов и научно-исследовательских институтов.

## История
В 1851 году на Софийской набережной в Москве была открыта женская гимназия, ставшая затем Московским Мариинским училищем для девочек под патронажем вдовствующей императрицы Марии Фёдоровны, жены Александра III. Училище готовило гувернанток и домашних учительниц.
В 1894—1901 годах в училище преподавал музыку Сергей Рахманинов.
После Октябрьской революции 1917 года Московское Мариинское училище было преобразовано в среднюю школу № 19 для мальчиков и девочек. В 1936 году за отличную постановку преподавания русского языка и литературы школе было присвоено имя В. Г. Белинского.
В 1941 году многие выпускники школы с учителем Д. Я. Райхиным ушли добровольцами на фронт начавшейся на территории СССР Великой Отечественной войны.
В советское время многие ученики школы жили в известном «Доме на набережной» («Доме правительства»; улица Серафимовича, дом 2). Одним из них был будущий писатель Юрий Трифонов, которому и принадлежит метафора Дом на набережной.
В 1961 году школа получила статус специальной школы с преподаванием ряда предметов на английском языке.
В 1965 году в вестибюле школы была установлена мемориальная доска с 24 именами выпускников, погибших в Великой Отечественной войне.
В 1967 году школа переехала из здания на Софийской набережной (тогда — набережная Мориса Тореза) в нынешнее здание в 1-м Кадашевском переулке.
1 сентября 1998 года школу посетил в рамках своего визита в Россию президент США Билл Клинтон с супругой Хиллари Клинтон.
Одно время в постсоветские годы школа носила номер 1261, но затем ей был возвращен исторический номер, под которым она была известна многие годы.
В 2011 году в школе была открыта памятная доска «Выпускники школы — Герои Советского Союза» с пятью именами: Рубен Ибаррури, Менандр Бакинский, Иван Федюк, Николай Новожилов и Сергей Суворов.
Школа пять раз была победителем конкурса «Школа года». Ежегодно около трети выпускников школы становятся золотыми и серебряными медалистами. Почти все выпускники поступают в вузы сразу после окончания школы.

### Группа «Машина времени»
В 1968 году учениками школы была создана музыкальная группа The Kids, исполнявшая песни англоязычного репертуара. В состав группы входили Андрей Макаревич (гитара), Михаил Яшин (сын поэта и писателя Александра Яшина) (гитара), Лариса Кашперко (вокал), Нина Баранова (вокал). Группа выступала на вечерах самодеятельности, давала концерты в других московских школах, но особого успеха не имела.

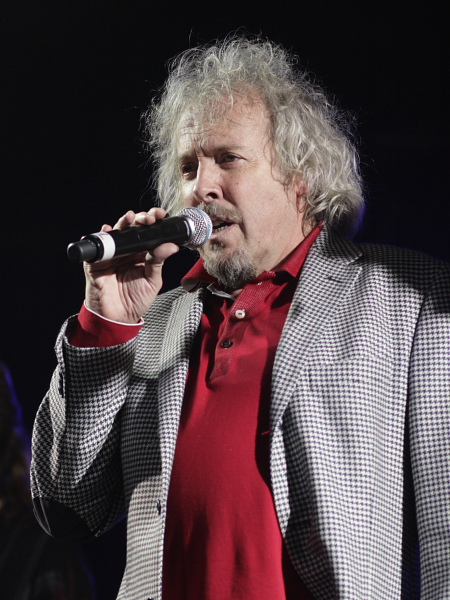
Андрей Макаревич. 2009

Переломным моментом, по воспоминаниям Андрея Макаревича, стал день, когда в школу приехал с концертом ВИА «Атланты», руководитель которого Александр Сикорский разрешил молодым музыкантам в перерыве сыграть пару песен на их аппаратуре и даже сам подыграл школьникам на бас-гитаре, с которой те были совершенно незнакомы. После этого события в 1969 году из старшеклассников двух московских школ сформировался первый состав группы, получившей название Time Machines. Название группы придумал Юрий Борзов. В состав группы вошли ученики школы № 19 Андрей Макаревич (гитара, вокал), Игорь Мазаев (бас-гитара), Юрий Борзов (ударные), Александр Иванов (ритм-гитара), Павел Рубин (бас-гитара), а также учившийся в соседней школе № 20 Сергей Кавагоэ (клавишные).
После образования группы сразу же произошёл внутренний конфликт из-за репертуара: большинство хотело петь песни The Beatles, а Макаревич настаивал на исполнении менее известного западного материала, мотивируя это тем, что The Beatles слишком хорошо пели, и непрофессиональное подражание им выглядело бы жалким. Группа временно раскололась. Кавагоэ, Борзов и Мазаев попытались организовать группу в школе № 20, но попытка оказалась неудачной, и вскоре произошло воссоединение Time Machines.
В этом составе в 1969 году была сделана первая запись Time Machines, состоявшая из одиннадцати англоязычных песен, написанных участниками группы. Запись альбома, за исключением песни This Happened to Me (издана в 1996 году на сборнике «Неизданное»), не сохранилась.
На концертах группа исполняла кавер-версии песен английских и американских групп, а также написанные в подражание песни собственного сочинения на английском языке. Со временем в репертуаре появились собственные песни на русском языке с текстами Макаревича. Большое влияние на стилистику группы оказали принципы движения хиппи, ставшие популярными среди части советской молодёжи в начале 1970-х годов.
Впоследствии за пределами школы группа получила известность под русифицированным названием «Машина времени».

## Другое
Четырёхэтажное здание школы находится в 1-м Кадашевском переулке на берегу Водоотводного канала Москвы-реки, в непосредственной близости от Третьяковской галереи. Из школы открывается вид на Болотную площадь.
В школе учились дети многих известных российских политиков, бизнесменов, спортсменов и деятелей культуры.
Выпускники школы, в среднем, попадают в верхние 5 % по стране по результатам сдачи ЕГЭ по английскому языку и гуманитарным предметам. Самый популярный среди выпускников школы вуз — МГИМО, на втором месте — РЭУ им. Плеханова, на третьем — МГУ.